# Tucker West
Tucker West (Ridgefield, 15 de junio de 1995) es un deportista estadounidense que compite en luge en la modalidad individual.
Ganó tres medallas en el Campeonato Mundial de Luge, entre los años 2017 y 2024, en la prueba por equipo.

## Palmarés internacional
| Campeonato Mundial | Campeonato Mundial   | Campeonato Mundial | Campeonato Mundial |
| Año                | Lugar                | Medalla            | Prueba             |
| ------------------ | -------------------- | ------------------ | ------------------ |
| 2017               | Igls (Austria)       | Medalla de plata   | Equipo             |
| 2020               | Sochi (Rusia)        | Medalla de bronce  | Equipo             |
| 2024               | Altenberg (Alemania) | Medalla de plata   | Equipo             |